# Zadolje
Zadolje – wieś w Słowenii, w gminie Ribnica. W 2018 roku liczyła 15 mieszkańców.